# 오멘 (1976년 영화)
《오멘》(영어: The Omen)은 영국과 미국에서 제작된 리처드 도너 감독의 1976년 초자연 공포 영화이다. 그레고리 펙, 리 레믹 등이 출연하였고, 하비 번하드 등이 제작에 참여하였다.
1976년 6월 20세기 폭스에서 극장 개봉하였으며 비평가들로부터 엇갈린 평가를 받았지만, 상업적으로는 성공을 거두어 미국 흥행 수익이 6,000만 달러를 넘겼고, 1976년 가장 높은 수익을 올린 영화 중 하나가 되었다.
프랜차이즈화되었으며, 속편 《오멘 2》(1978), 《오멘 3 - 심판의 날》(1981), 《오멘 4》(1991), 리메이크 《오멘 》(2006), 프리퀄 《오멘: 저주의 시작》(2024), 텔레비전 시리즈 《데이미언》(2016)이 나왔다.

## 줄거리
미국의 외교관 로버트 손과 아내 캐서린은 로마에서 살고 있다. 캐서린은 병원에서 아들을 낳지만 곧 로버트는 아기가 죽었다는 얘기를 듣게 된다. 신부 스필레토는 로버트에게 태어나자마자 어머니를 잃었다는 다른 아기를 비밀리에 입양하라고 설득하고, 로버트는 아내 캐서린에게도 아기가 친아들이 아니라는 사실을 비밀로 한다. 부부는 아기에게 데이미언이라는 이름을 붙인다.
5년 후 로버트는 런던에서 영국 대사가 되고, 손 가족 주변에 이상한 일들이 벌어지기 시작한다. 사나운 로트바일러가 집에 나타나고, 데이미언의 유모가 다섯 번째 생일 파티 중에 자살하며, 베일록 부인이라는 새로운 유모가 갑자기 나타난다. 데이미언은 교회에 들어가는 것을 격렬하게 거부하고, 사파리 공원 동물들은 그의 존재를 두려워한다. 브레넌 신부는 로버트에게 데이미언의 기원에 대해 경고하며, 그가 인간이 아니고 사탄의 아들이라고 말한다. 또한 캐서린이 임신했고, 데이미언이 태아와 부모를 죽일 것이라고 경고한다. 이후 브레넌 신부는 낙뢰로 인해 죽고, 캐서린은 낙태를 원하지만 로버트가 반대한다. 데이미언은 캐서린을 난간에서 밀어 떨어뜨리고, 캐서린은 부상과 함께 유산을 겪는다.
사진 작가 키스 제닝스는 유모와 브레넌 신부의 사진에서 죽음을 예고하는 그림자를 발견한다. 키스는 브레넌 신부가 남긴 성경 구절과 함께 사진을 로버트에게 보여주며 데이미언이 적그리스도임을 암시한다. 로버트는 키스와 함께 데이미언의 출생을 조사하기 위해 로마로 간다. 이들은 화재로 병원이 파괴되었고 그곳에서 근무하던 직원들이 모두 사망했다는 사실을 알게 된다. 둘은 수도원에서 심하게 화상을 입고 말을 못 하는 스필레토 신부를 발견하고, 그는 데이미언의 생모가 묻힌 묘지를 가리킨다. 로버트와 키스는 데이미언의 어머니 무덤에서 자칼 시체를 발견하고, 그 옆 무덤에서 두개골이 부서진 아이의 해골을 발견한다. 로버트는 자신의 아들이 살해당하고 데이미언이 대신 들어왔다는 사실을 깨닫는다.
로버트는 병원에 있는 캐서린에게 런던을 떠나야 한다고 말하지만 베일록 부인이 캐서린을 창문에서 밀어 죽인다. 로버트와 키스는 이스라엘에서 적그리스도 구마 전문가 카를 부겐하겐을 만나고, 데이미언이 진정한 적그리스도라면 6자 모양 흉터 세 개를 가지고 있을 거라는 얘기를 듣는다. 카를은 로버트에게 성지에서 데이미언을 죽일 수 있는 단검 일곱 개를 준다. 키스는 데이미언을 죽여야 한다고 확신하지만 로버트는 거부한다. 얼마 후 키스는 트럭에서 떨어진 유리판에 참수된다. 격분한 로버트는 결국 데이미언을 죽이기로 결심한다.
로버트는 잠든 데이미언의 두피에서 흉터를 발견하고, 베일록 부인에게서 공격을 받지만 그녀를 찔러 죽인다. 단검을 든 로버트는 데이미언을 데리고 지역 성당으로 향한다. 로버트의 난폭한 운전은 경찰의 주의를 끌고, 로버트는 비명을 지르는 데이미언을 제단으로 끌고 가 그를 죽이려 하지만 경찰이 도착하여 칼을 휘두르는 그를 쏜다.
로버트와 캐서린의 장례식에는 미국 대통령 부부가 참석한다. 카메라가 멀어지면서 장례식이 로버트와 캐서린의 것이라는 것이 밝혀진다. 한편 데이미언은 대통령 부부와 함께 서서 카메라를 향해 미소를 짓는다.

## 출연진
- 그레고리 펙 - 로버트 손 역
- 리 레믹 - 캐서린 손 역
- 데이비드 워너 - 키스 제닝스 역
- 빌리 화이틀로 - 베일록 부인 역
- 하비 스펜서 스티븐스 - 데이미언 손 역
- 패트릭 트라우턴 - 브레넌 신부 역
- 마틴 벤슨 - 스필레토 신부 역
- 리오 매컨 - 카를 부겐하겐 역 (크레디트 미기재)
- 홀리 팰런스 - 유모 역
- 실라 레이너 - 잉그리드 호턴 부인 역
- 브루스 보아 - 손의 보좌관 1 역
- 돈 펠로스 - 손의 보좌관 2 역
- 니컬러스 캠벨 - 대사관 경비 해병대 상등병 역

## 기타 제작진
- 협력 제작: 찰스 옴
- 미술: 카먼 딜런

## 우리말 녹음
KBS 성우진 (1993년 4월 10일)
- 유강진 - 로버트 (그레고리 펙)
- 김정희 - 캐서린 (리 레믹)
- 김민규
- 이완호
- 나수란
- 이영주
- 성병숙
- 이봉준
- 강구한
- 김익태
- 김태웅
- 이현선
- 홍승섭